# Amblyrhynchotes rufopunctatus
Amblyrhynchotes rufopunctatus är en fiskart som beskrevs av Li 1962. Amblyrhynchotes rufopunctatus ingår i släktet Amblyrhynchotes och familjen blåsfiskar. Inga underarter finns listade i Catalogue of Life.